# Øyvind Storflor
Øyvind Storflor (Trondheim, Noruega, 18 de diciembre de 1979) es un exfutbolista noruego que jugaba como extremo. Se retiró al término de la temporada 2019.

## Selección nacional
Fue internacional con la selección de fútbol de Noruega en 4 ocasiones.

## Clubes
| Club            | País    | Año       |
| --------------- | ------- | --------- |
| Rosenborg BK    | Noruega | 1999-2001 |
| Moss FK         | Noruega | 2001-2002 |
| Rosenborg BK    | Noruega | 2003-2008 |
| Strømsgodset IF | Noruega | 2009-2016 |
| Ranheim Fotball | Noruega | 2017-2019 |